# Тутраканска битка
Тутраканската битка, известна още като Тутраканска операция, (на румънски: Batalia de la Turtucaia) е сражение през Първата световна война (1915 – 1918) между български и румънски войски при град Тутракан, Добруджа. Това е първата битка от настъплението на Централните сили в Румънската кампания. Битката продължава пет дни и завършва със завладяването на крепостта Тутракан и предаването на румънските защитни сили.

## Предистория
През Междусъюзническата война Румъния напада България на 28 юни 1913 и добруджанската ѝ армия окупира българските територии до линията Тутракан-Балчик. Два румънски корпуса и 2 конни дивизии преминават Дунав при Бекет и достигат старопланинските проходи. Събитието е съчетано с няколко други политически и икономически неуспеха и отключва Първата национална катастрофа на България. Южна Добруджа е включена в пределите на Кралство Румъния. Румънската държава влага изключителни средства за укрепването на завладените територии като превръща Тутракан в една от най-сигурните крепости по Дунава. Тя има 15 форта, отстоящи на разстояние до 2 километра един от друг, организирани са две отбранителни линии, а също така серия землени и бетонни укрепления, оръдейни установки, картечни гнезда, три реда телени заграждения и множество вълчи ями. Отбраната е поверена на 15-а и 17-а пехотни румънски дивизии с численост 39 000 души, 246 оръдия, 78 картечници и на придадения към крепостта дунавски флот, в състав 4 монитора, 8 стражеви кораба и 4 канонерки.

На 1 септември 1916 г. Царство България обявява война на Кралство Румъния за да си върне загубените територии. Българите изпращат 3-та българска армия в състав – 4-та преславска пехотна дивизия, 1-ва бригада от 1-ва софийска дивизия, Дунавският българо-германски отряд и придадените им части под общото командване на началника на 4-та преславска дивизия генерал-майор Пантелей Киселов с численост 55 000 души, 132 оръдия и 53 картечници. Съюзници на румънците са Руската империя и сърбо-хърватски доброволци. Бойните действия започват с успешна кавалерийска операция под командването на ген. Иван Колев, при която е защитен фланга на щурмуващите Тутракан българските части и е предотвратено пристигането на румънски подкрепления. В боя при Добрич румънците са отблъснати напълно от фланга на тутраканското настъпление. Конницата на ген. Колев е първата българска военна част, изправила се срещу руски войски след Освобождението. Когато се налага да мотивира войниците си, Иван Колев е категоричен: 
| „                                           | Кавалеристи, Бог ми е свидетел, че съм признателен на Русия, задето ни освободи. Но какво търсят сега казаците в нашата Добруджа? Ще ги бием и прогоним както всеки враг, който пречи за обединението на България! | “ |
| вестник „Утро“, 1,2 6, 11 септември 1916 г. | |   |

## Сражение
Генерал Киселов дава начало на атаката на 5 септември сутринта. Той среща ожесточена съпротива от румънското командване, но до вечерта главната укрепена позиция пада. На 6 септември настъплението продължава. Следобед румънският гарнизон се предава. Вечерта ген. Пантелей Киселов влиза в освободения Тутракан. Българската армия пленява 450 офицери, 28 000 войници и цялото въоръжение на противника. Победата при Тутракан поставя началото на освобождението на цяла Южна Добруджа. Тутраканската битка е известна и като „Тутраканска епопея“.

### Обкръжаване на Тутракан (2 – 4 септември)
Рано сутринта на 2 септември българската Трета армия пресича румънската граница по цялата ѝ дължина, а лявото крило започва да се приближава към крепостта. Германско-българския отряд на полковник Кауфман напредва към Сектор I (Запад) на крепостта, изтласквайки слабия румънски авангард и заемайки позиции на изток от село Нова Черна, където са спрени от силен румънски артилерийски обстрел от Дунавската флотилия и батареи по речните острови. Четвърта преславска дивизия, превеждаща основното нападение в Сектор II (юг), бързо превземат румънските предни постове, а румънските войници се изтеглят толкова бързо, че никой от тях не бива заловен. Дивизията напредва между 15 и 23 km и се озовава 2,7 km навътре в основната отбранителна линия, докато смалява фронта си от 20 на 10 km. Междувременно, в Сектор II (Изток) българската 1/1 пехотна бригада не среща никакво съпротивление, тъй като румънското командване е изтеглило войските си зад основната отбранителна линия.
Към вечерта на първия ден румънците вече са изоставили почти цялата си подготвителна линия на защита в полза на основната (втора) защитна линия. Оттам те започват продължителен обстрел с пушки, подкрепен от рядка артилерия, през нощта на 2 – 3 септември – вероятно поради дезорганизация и нервност, тъй като българските части все още са извън обсега им. Румънското командване реагира бавно на развиващата се ситуация, а генерал Аслан остава в Букурещ. Той нарежда на генерал Зайончковски да се придвижи към българската граница с войската си, но заповедта е изпълнена с голямо закъснение. Направени са опити да се изпратят подкрепления от резервите около столицата, но те също се забавят, поради общото объркване и задръстване на румънската мобилизация.
На 3 септември българите започват да укрепват позициите си. За да се прави това по-ефективно, на германско-българския отряд е наредено да превземе височина 131, западно от Старо село, където да осигури сборен пункт за атаката над румънските укрепления в Сектор I (Запад). Защитниците тук са относително добре защитени в окопи и редове бодлива тел, докато нападащите трябва да преминат през открито поле с открити флангове към румънския огън. Румънските позиции по̀ на юг, около село Сеново, са пред хълмове, които биха могли да предоставят прикритие за нападащата пехота, което кара полковник Кауфман да раздели отряда си на три колони (командвани от полковник Влахов, майор фон Хамерщайн и полковник Дръжков) и да използва една атака срещу Сеново, докато другите две я подкрепят. Настъпвайки в 5 часа сутринта, войската на полковник Влахов първоначално среща малко съпротива, но румънският огън постепенно се засилва и българската колона е изложена на страничен огън от основната защитна линия. Някои войници достигат телените заграждания, но не успяват да ги преминат. Към пладне на единиците е наредено да се окопаят в достигнатите позиции. Искането на Влахов за подкрепления не е уважено. Румънските контраатаки карат полковника да изтегли войските си на 300 метра от телените заграждания и да се окопаят. Напредването на майор фон Хамерщайн среща свиреп пушков огън и е спряно. През това време полковник Дръжков отблъсква румънските атаки по фланговете, но неговото настъпление е спряно от силен артилерийски обстрел на около 50 метра от румънските телени заграждения. Общо, атакуващите в този сектор губят около 300 души. Те не постигат целите си и трябва да изчакат до другия ден, тъй като пада мрак на бойното поле.
След дъждовната нощ, 4-та преславска дивизия напредва на 3 септември към бодливата тел на основната защитна линия на Сектор II, изтласквайки румънските патрули и премествайки тяхната тежка артилерия. В хода на действията, дивизията отблъсква няколко румънски контраатаки, докато претърпява само леки загуби. В Сектор II 1/1 пехотна бригада успява да се приближи към основната защитна линия без съпротива.
Румънската позиция постепенно упада. Генерал Теодореску е принуден да отвърне на исканията на командирите на сектори I и III за подкрепления, като изпраща последните си резерви (което се оказва безсмислено, тъй като основната българска атака е планирана за Сектор II). Въпреки песимистичните доклади на Теодореску, румънското висше командване поддържа надеждата си, че крепостта ще издържи, докато бъде подкрепена от румънски и руски войски, идващи от изток, или, че гарнизонът ще успее да се измъкне от обкръжението и ще се оттегли до Силистра. На 3 септември се правят първите опити да се помогне на Тутраканската крепост от румънски войници на дясното крило на българската Трета армия, но те биват победени от българската Първа конна дивизия при селата Кочмар и Карапелит, където румънската 19-а пехотна дивизия претърпява 654 убити или ранени и поне 700 пленени.
В 11 часа сутринта на 3 септември генерал Тошев, вече разговарял с генерал Киселов, издава Заповед 17 за нападението на Тутракан на другия ден. Според заповедта, командирът на 4-та дивизия ще поеме контрол над всички сили, действащи срещу крепостта, и ще определи точния час за нападение на пехотата, след като подготвителните артилерийски баражи нанесат достатъчно щети. Майор фон Хамерщайн и неговата група трябва да нападнат и превземат второ укрепление в Сектор I (Запад), основната атака трябва да бъде нанесена от 4-та дивизия срещу пето и шесто укрепление в Сектор II (Юг) и накрая, 1/1 бригада трябва да превземе осмо укрепление в Сектор II (Изток). За да защити десния фланг на тези войски, генерал Тошев натоварва останалите две бригади от Първа софийска пехотна дивизия със задачата да наблюдават румънските действия в Силистра. Когато Киселов получава заповедта, той използва новата си позиция на общ командир на действията, за да направи няколко промени по плана. Пето и шесто укрепление ще се атакуват само от бригадата на Кметов, докато бригадата на Икономов е насочена към седмо укрепление. Цялата тежка артилерия е поставена под командването на Втори артилерийски полк, полковник Ангелов, който трябва да изпълни планирания артилерийски залп от 9 часа сутринта. Пехотата трябва да се приближи на 150 метра и да изчака края на залпа. Ангелов обаче предчувства, че разузнаването за румънските позиции е недостатъчно и че българските батареи се нуждаят от по-добри позиции, така че поисква нападението да бъде отложено с един ден. Освен това, комуникацията с групата на фон Хамерщайн е слаба, а двете германски роти с миномети, които са жизненоважни за напредването в този сектор, имат нужда от повече време за да се позиционират. Това убеждават генерал Киселов да отложи атаката.
4 септември минава в допълнителни подготовки за нападението. Активни сражения продължават само в Сектор I, където отрядът на фон Кауфман трябва да завърши атаката на височина 131, която започва на предходния ден, и да обезопаси сборен пункт за нападението над второ укрепление. Тази цел е изпълнена рано сутринта с относителна лекота, след като повечето румънски защитници се изтеглят към основната отбранителна линия. На този ден фелдмаршал Макензен извиква фон Кауфман в град Бяла, а германско-българският отряд е поставен под командването на майор фон Хамерщайн.
Генерал Теодореску продължава да изпраща песимистични, дори отчаяни, доклади към румънското висше командване и да иска подкрепления. Този път не е пренебрегнат: 10-а и 15-а дивизии, представляващи стратегическата резерва на армията, се придвижват на юг към Олтеница – първата има за цел да брани речния бряг, а втората трябва да подготви преминаване по Дунав и да подкрепи гарнизона в Тутракан. Той е съставен от седемнадесет батальона от румънските 34-ти, 74-ти, 75-и и 80-и полкове плюс един батальон от 84-ти полк и два батальона от 2-ри граничен полк, подкрепяни от шест артилерийски батареи. Тези нови, свежи войски позволяват на румънците да си набавят числено превъзходство над българите, но отново са забавени по пътя и пристигат поетапно на бойното поле, така намалявайки влиянието си върху общия ход на битката. Първите подкрепления прекосяват Дунав късно следобед и през нощта на 4 септември. Когато стъпват на южния бряг, те веднага са разпределени, за да подсилят различни сектори, без да се вземе предвид посоката на българското нападение или установяването на достатъчни резерви.

### Падане на крепостта (5 – 6 септември)
Към 5 септември гарнизонът вече е успял да подсили някои части на основната защитна линия с помощта на новопристигналите подкрепления. В Сектор I, първо и пето укрепления се пазят от девет и половина батальона, основно от румънския 36-и пехотен полк, подкрепени с батальони от 40-и, 75-и и 80-и пехотни полкове плюс четири роти от 48-и и 72-ри опълченски батальони. Сектор II е подкрепен с 4 батальона от 74-ти и 75-и полкове, достигайки общо 8 батальона, но едва след като атаката е вече започнала. Сектор III също е подкрепен по време на щурма от различна пехота, опълчение и гранични войски, докато достига сила от 14 батальона. Първоначалните резерви на крепостта са използвани за укрепване на линиите и едва на 5 септември се установява малка резерва от новопристигнали подкрепления. Тя се състои от един пехотен батальон, един граничен батальон и една пехотна рота.
Но въпреки че така в решаващия Сектор II българските войски успяват да си осигурят числено превъзходство през първоначалната фаза на атаката, то дори в жива сила, където съотношението над врага е най-благоприятно, е под нужното според военните теоретици за успешен щурм на укрепена позиция преимущество от 3 към 1, а в картечниците, играещи голяма роля в отбраната в позиционни боеве, румънския гарнизон дори има превъзходство.
| Сили в Сектор II |            |            |             |             |           |          |
| Единици          | Количество | Количество | Съотношение | Съотношение | Гъстота   | Гъстота  |
|                  | български  | румънски   | български   | румънски    | български | румънски |
| Батальони        | 9          | 4          | 2,25        | 1           | 3         | 1,3      |
| Оръдия           | 80         | 57         | 1,4         | 1           | 8         | 5,7      |
| Картечници       | 12         | 17         | 1           | 1,4         | 4         | 5,7      |
| Ескадрони        | 1          | -          | -           | -           | 0,3       | -        |
| Бойци            | 18 000     | 6300       | 2,7         | 1           | 6000      | 2100     |

В 5:30 часа сутринта български наблюдателен балон излита в небето за да води планирания залп. Точно час по-късно полковник Ангелов дава заповед подготвителния артилерийски обстрел да започне. Оръдията концентрират огъня си върху фортификациите и препятствията между тях и към 7:40 часа сутринта наблюдателният пост докладва, че групи от румънски войници напускат пето и шесто укрепление през комуникационните окопи, водещи към тила. Румънските батареи се опитват да отвърнат на ударите, но усилието не е добре координирано. Спорадичният им огън (издаващ нисък запас на амуниции) не е прицелен в тежките батареи на нападащите и техният огън спира веднага, след като българите откриват огън по тях. Силата на българския залп дори подвежда генерал Теодореску, който си помисля, че залпът е изпълнен от 30,5-cm оръдия, когато такива не присъстват. Към 8 часа сутринта три от четирите укрепления в Сектор II са потушени или разрушени, което принуждава Теодореску да изпрати гаубица в района. Тя заема позиция зад осмо укрепление, без да бъде забелязана от българите.
По това време полковник Ангелов информира генерал Киселов и полковник Нойков, че по негово мнение, артилерията е постигнала достатъчно резултати, за да може пехотата да започне настъплението си. Генералът не е напълно убеден в това, но тъй като артилерийският огън трябва да продължи, докато пехотата настъпва, той нарежда на командирите на 3/4, 1/4 и 1/1 бригади да започнат нападението и всички офицери да бъдат за пример като лично водят хората си в атака. По-късно тази заповед е получена и от фон Хамерщайн и командира на 47 пехотен полк.
Според плана, бригадата на полковник Кметов напада пето и шесто укрепления, които се защитават от румънския 79-и пехотен полк. 19-и шуменски полк, разделен на две групи и подкрепян от 48-и полк, се подготвя за спускане по склон, който гледа директно към румънските фортификации в долината на клисурата при село Дайдър. Веднага щом пехотата започва настъплението си, тя е посрещната от силен пушков и картечен огън, подкрепян от по-малокалибрени пушки по кулите, които оцеляват. Българската тежка артилерия, все още концентрирана върху румънските батареи зад отбранителната линия, предоставят малко пряка подкрепа. Подпомогната от прикриващия огън на картечниците си, бригадата успява да достигне първите препятствия през основната защитна линия към 10:30 часа сутринта. Пехотата се впуска към тях и телените заграждания през пътища, проправени от военните инженери под тежък обстрел. След половин час, 1/19 батальон и част от 3/48 батальон, които са част от дясната група на бригадата, завладяват шесто укрепление и окопите източно от него. Лявата група е временно спряна от румънски огън, но към 12:30 часа успява да отблъсне румънците от окопите им и постига контрол над основната защитна линия в тази част на сектора. След падането на пето и шесто укрепления, българите гонят изтеглящите се назад защитници до 4 часа следобед, напредвайки два километра северно от основната отбранителна линия. Бригадата на Кметов залавя 250 войници, 4 тежки батареи и много пушки. Артилерията му е изстреляла 2606 снаряда. Загубите и от двете страни са тежки. 19-и шуменски полк претърпява 1652 жертви.
На изток от 3/4 бригада е бригадата на Икономов, натоварена с превземането на седмо укрепление. През нощта, 7-и преславски полк и 31-ви варненски полк достигат на 600 метра от изкуствените препятствия на линията. Те започват атаката си в 8 часа сутринта на 5 септември, но, въпреки прикриващия огън на артилерията си, срещат силна румънска съпротива. В 9:30 часа предните единици са принудени да спрат и да се прикрият на 200 метра от препятствията. Това се дължи частично на сменянето на позициите на българската артилерия, докато на 1/15 артилерийска част е наредено да се придвижи напред за директна поддръжка на напредващата пехота. Частта заема нови позиции на хълм, намиращ се източно от Дайдър и веднага открива огън по окопите около шеста и седмо укрепление. В 10:30 часа 31-ви полк се втурва към препятствията и под тежък обстрел започва да изкачва склона към седмо укрепление. Българите успяват да влязат в крепостта и съседните ѝ окопи, където влизат в скъп близък бой, докато са изложени на огъня на собствената си артилерия. Към 11:20 часа румънците са напълно изтласкани, но техният командир е ранен, а единиците му са дезорганизирани, затова 31-ви полк не ги подгонва, а се задоволява с това да ги обстрелва в гръб от собствените им окопи.
През това време 7-и преславски полк се изправя срещу по-ожесточен румънски огън и успява да напредне едва към 12 часа, когато полковник Добрев, лично повежда атаката срещу фортификация, за която се смята, че е осмо укрепление, но се оказва отбранителен подцентър в пролуката между укрепленията. Много от защитниците се оттеглят от линията, а тези които остават биват заловени. Части от полка продължават да ги гонят отвъд основната защитна линия до 13:35 часа, когато полковник Добрев им нарежда да спрат. Когато осъзнава, че това не е осмо укрепление, той нарежда на пехотата си да отреже пътищата за отстъпление на крепостта, но румънците успяват да предотвратят това с артилерийски огън.
Към следобеда на 5 септември всички укрепления на основната защитна линия в Сектор II вече са в ръцете на нападателите. Румънският 79-и полк, който защитава сектора, е на практика унищожен. Той остава с 400 души, след като 46 офицери и 3000 войници от него за убити или ранени. Новопристигналите румънски батальони са неспособни да предотвратят българския пробив и с остатъците от 79-и полк се опитват да се подготвят за вторична отбранителна линия. Подпомогнати са от гъстата гора пред основната отбранителна линия, което затруднява настъплението на българите.
В Сектор III артилерийските бомбардировки започват в 6:55 часа сутринта и към 8:15 те са постигнали значителен успех в повреждането на румънските фортификации, принуждавайки някои от защитниците да побягнат назад към Дунав. Българските 1-ви и 6-и полкове напредват през голямо поле с царевица, което прави движенията им почти незабелязани и към 11:30 достигат платото на север от Антимово. Едва тогава румънците от осмо и девето укрепления ги забелязват и откриват огън, временно спирайки българското настъпление. Полковник Недялков, който е с поддържащите единици, веднага нарежда част от артилерията да се изнесе напред и директно да предостави поддръжка на пехотата. След това 1-ви софийски полк и съседният 4/6 батальон се втурват към телените заграждения и ги прекосяват без особена трудност. Това и пробивът постигнат от 4-та преславска дивизия на запад карат колебливите румънски войници да изоставят окопите си и да се изтеглят към тила. Към 13:30 часа окопите около осмо укрепление са опразнени. Самото укрепление е превзето по същото време от части на 1-ви и 7-и полк. След тези успехи, на бригадата е наредено да завладее останалите части от Източния Сектор, включително девето, десето, единадесето и дванадесето укрепления. Срещайки малко съпротива, тъй като прииждащите румънски подкрепления често са срещани от оттеглящите се войски и са склонявани да се присъединят към тях, българите изпълняват тази задача и към 21:30 часа достигат брега на Дунав, завършвайки изолирането на крепостта.
Нападението над Сектор I е отложено значително, тъй като майор Хамерщайн дава заповеди на трите си групи да нападнат второ укрепление. Той също изисква продължителен артилерийски огън, за да подсигури по-добре настъплението на пехотата. Едва към 14:30 часа, когато оръдията концентрират огъня си към самото укрепление, майорът дава заповед на първа и втора група да нападнат. Въпреки артилерийския обстрел, който срещат, българите и германците напредват с относителна лекота, докато румънците, въпреки многочислеността си, започват да се оттеглят и дори побягват в паника към Тутракан. Около 13:00 часа генерал Теодореску нарежда на командира на сектора да изостави второ, трето, четвърто и пето укрепления. Към края на деня само първо укрепление е все още е под румънски контрол, тъй като разполага с мощно артилерийско прикритие отвъд Дунав.
Към вечерта на 5 септември цялата основна защитна линия е превзета, заедно с цялата неподвижна и част от мобилната румънска артилерия. Румънските единици са толкова дезорганизирани, че планираната контраатака с нови подкрепления от 15-а дивизия се отлага за следващия ден. Българските единици, особено тези от 4-та пехотна дивизия, също понасят тежки загуби и се нуждаят от нощта за реорганизация и по-добро позициониране на артилерията си.
Генерал Киселов е посетен от генерал Тошев и полковник Тапен. И двамата са доволни от събитията през деня и въпреки тежките загуби, го призовават да продължи са нападението.

#### Подновяване на атаката
През нощта на 5 септември румънците се укрепяват с всички сили при по-слабата вторична защитна линия. Генерал Теодорески нарежда прегрупиране на войските, така че 9 батальона да защитават Сектор I, 12 батальона – Сектор II, 2 батальона – Сектор III, 5 батальона – Сектор IV, докато допълнителни 7 батальона остават в резерва. Тази заповед обаче достига войските едва на сутринта и единиците се оказват неспособни да я изпълнят.
Около 4:30 часа сутринта на 6 септември българската артилерия открива огън по сектори I и III. Войници от българската 4-та дивизия започват да прекосяват голямата гора, която отделя двете защитни линии. Подпомагани от мощната артилерийска подготовка, българските 7-и и 31-ви полкове настъпват бързо. Към 12:30 часа те пресичат окопите, които са изоставени от защитниците по-рано през деня. Около 15:00 часа двата полка на 1/4 бригада се групират на хълма над Тутракан. През това време бригадата на Кметов също напредва, макар и не толкова бързо и с по-слаба организация. Части от нея достигат северния край на гората в 13:00 часа и веднага нападат румънските окопи, но едва към 15:30 часа окопите са превзети, след като повечето защитници се изтеглят, заради успеха на 1/4 бригада и на артилерийския обстрел. Към 17:30 часа бригадата достига хълма над града.
На 1/1 пехотна бригада е наредено да координира действията си с 4-та дивизия и да почне настъпление срещу десния фланг на отбранителната линия. Около 6:50 часа сутринта, докато все още изчаква да тръгне напред, единиците попадат под атаката на няколко румънски батальона, които заплашват да ги обкръжат, но са спрени от български подкрепления. След това, 1-ви и 6-и полкове напредват и към 11:30 часа са вече на 800 метра от линията. Румънските защитници, вярвайки, че руска колона наближава от изток в помощ на обсадената крепост, оказват здрава съпротива. Въпреки това, след като осъзнават, че „облекчителната колона“ всъщност е българска, те започват паническо отстъпление. Така, 1/1 бригада успява да навлезе в околностите на града към 17:00 часа.
В Сектор I, майор Хамерщайн навлиза в гората към 10:00 часа сутринта, където среща много слаба румънска съпротива, които бързо се изтеглят назад. Следобеда се сблъсква с по-упорита съпротива при първо укрепление, след което продължава с настъплението, докато достига 4-та дивизия.
Единственият начин гарнизонът да бъде спасен сега е чрез помощта на външни сили и още на 5 септември генерал Аслан нарежда на командира на 9-а дивизия, генерал Бесарабеску, да тръгне решително към Силистра и да облекчи обсадения град. Командирът изпълнява тази заповед, оставяйки 4 батальона в Силистра и изпращайки останалите 5 батальона, 4 батареи и 2 ескадрона да спрат обсадата. На 6 септември тези сили са пресрещнати и победени от българската 3/1 пехотна бригада, която има задачата да пази фланга на армията при село Сарсънлар, на около 18 километра източно от Тутракан. С това съдбата на гарнизона е решена.
Ситуацията се влошава бързо за румънците, затова генерал Теодореску нарежда на хората си да минат в отстъпление и да се опитат да разкъсат обкръжаващите сили в посока Силистра. В 13:40 часа самият той се качва на лодка, за да премине Дунав, оставяйки хиляди паникьосани войници, някои от които се опитват да последват примера му, но се удавят в реката или биват ударени от артилерия. Румънските опити да разбият обсадата и да избягат към Силистра също се оказват провал пред лицето на българската артилерия. Докато българите влизат в града, защитниците започват да се предават на големи групи. Към 15:30 часа полковник Марасеску, който по това време командва гарнизона, и неговите офицери пишат писмо към генерал Киселов на немски и го изпращат към трите сектора, предлагайки безусловно предаване на крепостта и нейните хора и оборудване. Към 16:30 предложението за мир достига българския 1/31 батальон и веднага бива изпратено към полковник Икономов, който в 17:30 информира по телефона генерал Киселов за писмото и съдържанието му. Киселов приема предложението при условие, че целият военен персонал се събере на платото на юг от казармите на града преди 18:30 часа

## Последствия и памет
В битката загиват 8000 души, от които 1800 българи. Сред загиналите от българска страна има значителна част офицери. Близо 70% от гарнизона на крепостта е пленен, а от убитите румънци немалка част загиват, докато са обстрелвани с тежка артилерия по време на паническото и неорагнизираното отстъпление през пристанището. Мястото на сражението днес е военно гробище и един от Стоте национални туристически обекта. В Румъния това поражение се определя като най-срамното във военната й история. Българската победа води до обрат в хода на Битката за Трансилвания, карайки румънското командване да спре дотогава успешното си настъпление против осакатената от лятното руско настъпление от 1916-та година Австро-унгарска армия, преди да е достигнало целите си, изпращайки част от силите, предназначени за него, на Добруджанския фронт, давайки възможност на немските и Австро-унгарските войски да осъществят успешно контранастъпление, прогонило румънците от Трансилвания и навлязло дълбоко в предвоенните територии на Румъния.

## Галерия
- Паметник на ген. Пантелей Киселов, ръководител на сражението
- Национален мемориал „Военно гробище“ край Тутракан
- Паметник на загиналите български воини за свободата на България край Тутракан